# Plebejus carinthiaca
Plebejus carinthiaca är en fjärilsart som beskrevs av Courvoisier 1913. Plebejus carinthiaca ingår i släktet Plebejus och familjen juvelvingar. Inga underarter finns listade i Catalogue of Life.